# Straßenbahn Saragossa
Die Straßenbahn Saragossa (spanisch und aragonesisch Zaragoza [θaɾaˈɣoθa]) ist ein Straßenbahnnetz, das die Stadt Saragossa in Aragonien, Spanien erschließt. Sie wurde am 4. April 2011 eingeweiht, mit einem kostenlosen Betrieb während der ersten drei Tage.
Die Linie 1 (Mago de Oz ↔ Gran Vía) verbindet den Stadtteil Valdespartera mit dem Stadtzentrum. Die Gesamtlänge dieser Linie beträgt 12,8 km, die mit einer mittleren Geschwindigkeit von 21 km/h befahren werden. Die Spurweite beträgt 1435 mm. Sie verfügt über 25 Haltestellen mit einem mittleren Abstand von etwa 500 Metern. Der Fahrzeugpark besteht aus elf Niederflurbahnen vom Typ CAF Urbos 3, die einen Betrieb im 5- bis 10-Minuten-Takt anbieten.
Im Jahr 2013 wurde der zweite Bauabschnitt der Linie 1 fertiggestellt, der die Strecke von Gran Vía bis Parque Goya verlängert. Das Zielnetz umfasst drei Linien, wobei die Linien 2 (Las Fuentes/San José ↔ Delicias) und 3 (La Jota ↔ Torrero) hinzukommen sollen. Die Bauarbeiten für den zweiten Bauabschnitt der Linie 1 begannen am 3. März 2011 und waren Ende 2012 abgeschlossen. Der fahrplanmäßige Betrieb auf der Gesamtstrecke der Linie 1 wurde am 26. März 2013 aufgenommen. Die anderen beiden Linien waren für das Jahr 2015 vorgesehen, wurden aber bis 2025 nicht realisiert.

## Geschichte

### Das ursprüngliche Netz

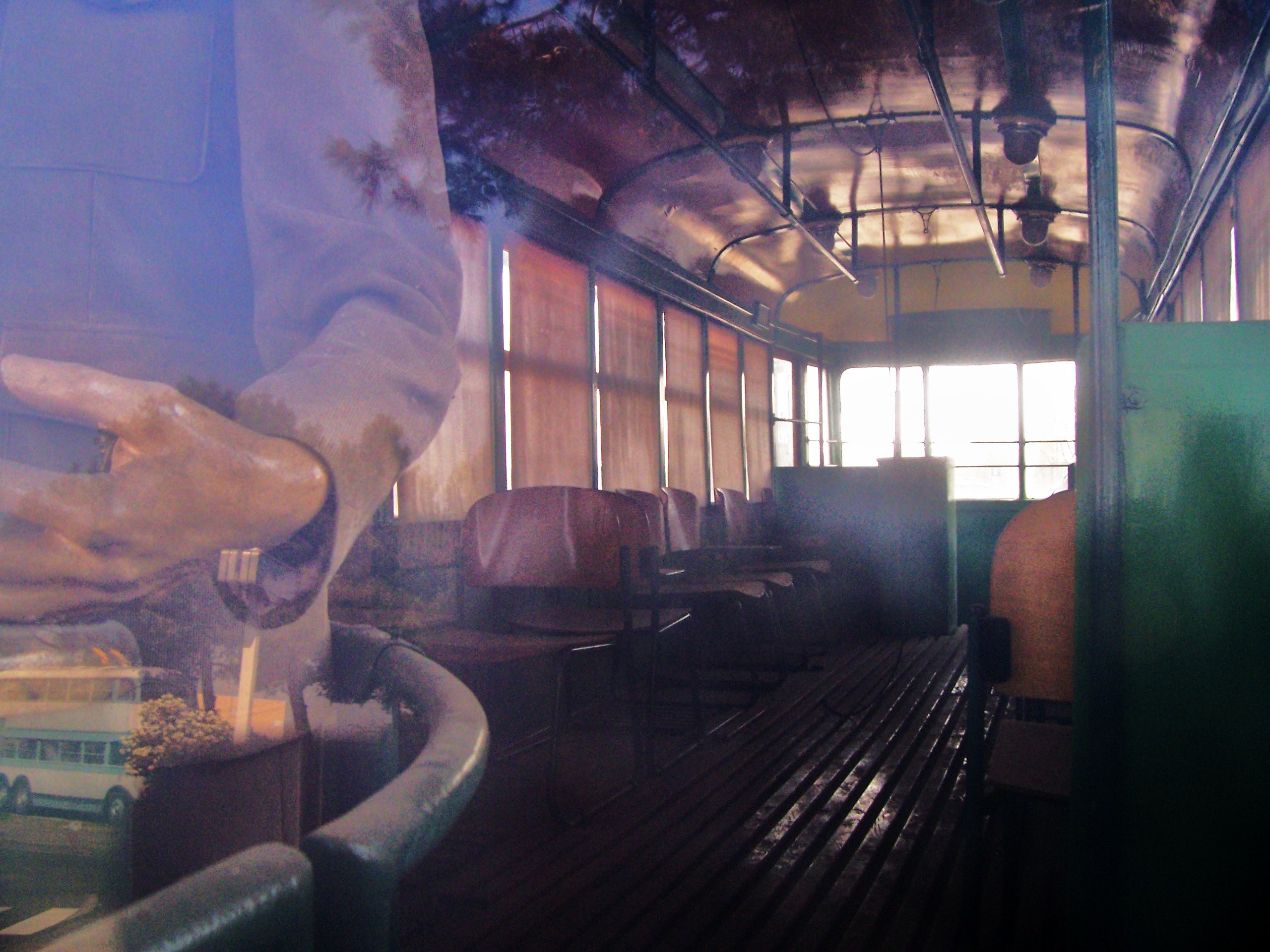
Innenansicht einer historischen Straßenbahn von Saragossa, ausgestellt im Betriebshof der TUZSA.

Saragossa verfügte seit 1885 über eine Pferdebahn. Die erste elektrifizierte Straßenbahnstrecke wurde 1902 eröffnet, als es in der Stadt bereits fünf Hauptlinien und eine Nebenlinie gab. Das Netz, das schnell wuchs, hatte eine radiale Struktur mit dem Zentrum am Plaza de la Constitución (heutiger Plaza de España). Seine größte Ausdehnung erreichte das Straßenbahnnetz in den 1950er Jahren, während es bereits in den 1960er Jahren zu schrumpfen begann, als die ersten Autobuslinien eröffnet wurden. Zum Zeitpunkt der maximalen Größe verkehrten in Saragossa 17 Linien.
| Linie | Strecke                                                 |
| ----- | ------------------------------------------------------- |
| 1     | Plaza de la Constitución ↔ Facultad Veterinaria         |
| 2     | Plaza de la Constitución ↔ El Portillo                  |
| 3     | Plaza de Rocasolano ↔ Paseo de la Independencia         |
| 4     | Plaza de la Constitución ↔ El Picarral                  |
| 5     | Plaza de Rocasolano ↔ Plaza de Huesca                   |
| 6     | Magdalena ↔ Mercado                                     |
| 7     | Plaza de la Constitución ↔ Puerta del Portillo          |
| 8     | Plaza de la Constitución ↔ Cementerio de Torrero        |
| 9     | Plaza de la Constitución ↔ Puente del río Gállego       |
| 10    | San Gregorio ↔ Plaza de la Seo                          |
| 11    | Plaza de la Constitución ↔ Plaza del Emperador Carlos V |
| 12    | Plaza de la Constitución ↔ Avenida de Cataluña          |
| 13    | Plaza de la Constitución ↔ Harinera de Monzón           |
| 14    | Plaza de Huesca ↔ Barrio de Oliver                      |
| 15    | Plaza de la Constitución ↔ Vía Ibérica                  |
| 16    | Plaza de la Constitución ↔ Fábrica de Tudor             |
| 17    | Plaza de la Constitución ↔ Calle de Salvador Minguijón  |

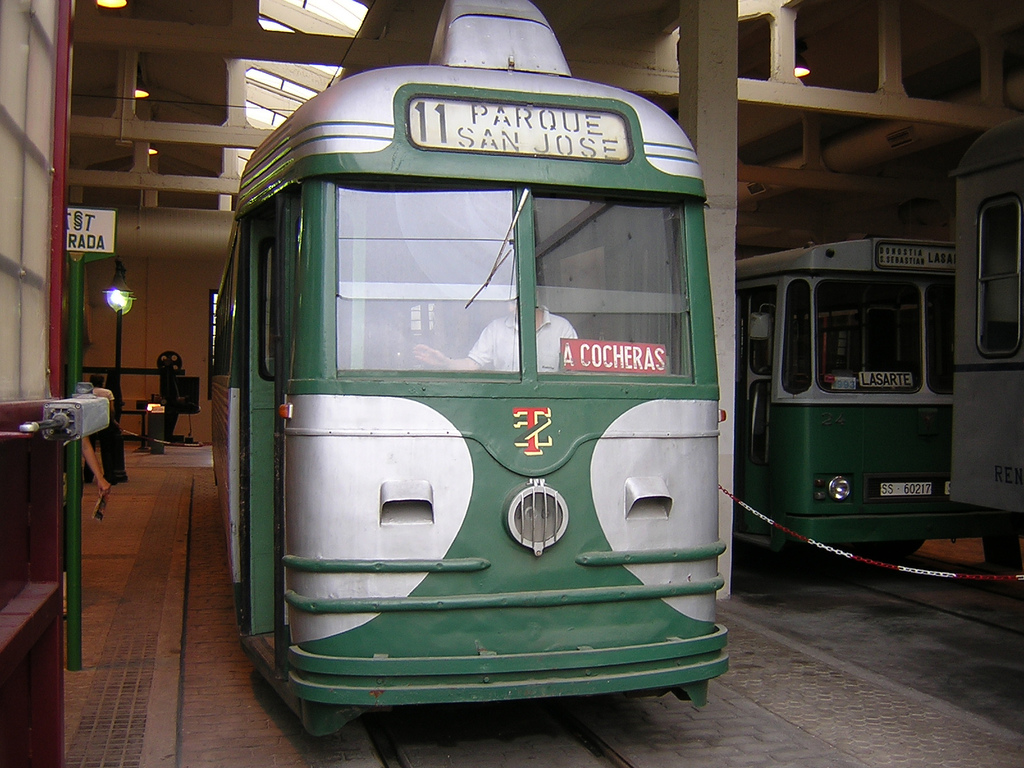
Historische Bahn, Nummer 218, in Privatbesitz und ausgestellt im baskischen Eisenbahnmuseum in Azpeita.

Nach und nach gewannen der Autoverkehr und der Omnibus gegenüber der Straßenbahn immer mehr an Bedeutung und ersetzten sie schließlich. Die letzte Straßenbahn fuhr am 23. Januar 1976, als die letzte Linie Parque ↔ San José stillgelegt wurde. Das Verkehrsunternehmen Los Tranvías de Zaragoza änderte gleichzeitig den Namen in Transportes Urbanos de Zaragoza (TUZSA).

### Das neue Projekt
Die Gemeinde Zaragoza veranlasste in den 2000er Jahren die Erarbeitung eines Plan de movilidad sostenible (Plan für nachhaltige Mobilität) der Stadt, der einen Plan intermodal de transportes del área de Zaragoza (Intermodaler Verkehrsplan der Region Saragossa) umfasste. Dieser Plan, konzipiert als technische Studie, wurde vom Unternehmen Equipo de Técnicos en Transporte y Territorio S.A. erarbeitet und seine Nutznießer waren zu gleichen Teilen die Gemeinde Saragossa und die Regierung von Aragonien. Er hatte das Ziel, die Verkehrsprobleme der Stadt und seines Umlandes zu lösen.
Der Plan wurde im September 2006 vorgestellt. Die wichtigsten Neuerungen sind der Bau einer S-Bahn-Strecke und einer Straßenbahn oder Stadtbahn. Außerdem waren Änderungen im Busnetz vorgesehen, um es effizienter zu machen und mit den neuen Schienenstrecken zu verknüpfen, und man plante den Bau von Busspuren. Die im Plan vorgesehene Straßenbahn bestand aus einer Linie für 2010 und deren Erweiterung bis 2015.
Die erste Phase des Projekts Straßenbahn wurde an das Konsortium Ingerop, Ayesa und Sering vergeben. Das Projekt wurde am 18. Januar 2008 vorgestellt und am 4. November 2008 vom Gemeinderat genehmigt. Zu jener Zeit war der Bau bereits beschlossen, denn er wurde bereits am 25. Juli 2008 mit Unterstützung der Parteien PSOE, IU, CHA und PAR vom Rat angenommen.
Die Finanzierung wurde am 14. Januar 2009 genehmigt, der Umfang beträgt 400 Millionen Euro, von denen 130 Millionen Euro von der Regierung von Aragonien und der Gemeinde Saragossa aufgebracht werden. Es erfolgte eine öffentliche Ausschreibung für den Bau der ersten Straßenbahnstrecke, an der zwei Konsortien teilnahmen (jeweils von CAF und Alstom angeführt), und ein drittes bekundete Interesse (angeführt von Iridium, Teil der Gruppe Actividades de Construcción y Servicios (ACS)). Schließlich erfolgte die Vergabe am 10. Juli 2009 an das Konsortium aus CAF (25 %), TUZSA (25 %), FCC (16,6 %), Acciona (16,6 %), Ibercaja (11,8 %) und Concessia (5 %), genannt TRAZA. Der Bau begann am 19. August 2009.
Der Testbetrieb ohne Fahrgäste im ersten Bauabschnitt begann am 1. November 2010. Am 18. Februar 2011 begann der Probelauf: Leerfahrten, die einen normalen Betriebstag simulierten; ab dem 4. April begann der Testbetrieb mit Fahrgästen, die mit Freifahrtscheinen zustiegen. Am 19. April fand die offizielle Einweihung statt.

### Zukünftige Erweiterungen und neue Linien
Der Aufbau des Straßenbahnnetzes wird mit der zweiten Etappe der bestehenden Strecke und dem Bau neuer Strecken fortgesetzt. Die Arbeiten für den zweiten Bauabschnitt der Linie 1 begannen am 3. März 2011 und sollen etwa 2013 abgeschlossen sein. Die beiden anderen geplanten Linien waren für 2015 vorgesehen. Bis Ende 2024 erfolgten aber keine weiteren Eröffnungen.
- Linie 2: Las Fuentes / San José ↔ Delicias
- Linie 3: La Jota ↔ Torrero

## Linie 1 (Valdespartera ↔ Parque Goya)
| \| \| \| \| \| \| \| \| \| \| \| \| \| \| Mago de Oz \| \| \| Un Americano en París \| Un Americano en París \| \| \| \| Cantando Bajo la Lluvia \| Cantando Bajo la Lluvia \| \| La Ventana Indiscreta \| La Ventana Indiscreta \| \| \| \| Los Pájaros \| Los Pájaros \| \| \| \| \| \| \| \| \| \| \| \| \| \| \| \| \| \| \| \| \| \| \| Paseo de los Olvidados \| \| \| \| \| \| \| \| Betriebshof \| \| \| \| \| \| \| \| Argualas \| \| \| \| \| \| \| \| Canal Imperial de Aragón \| \| \| \| \| \| \| \| Casablanca \| \| \| \| \| \| \| \| Z-30 (Tercer Cinturón) \| \| \| \| \| \| \| \| \| \| \| \| \| \| \| \| Romareda \| \| \| \| \| \| \| \| \| \| \| \| \| \| \| \| Emperador Carlos V \| \| \| \| \| \| \| \| Plaza San Francisco \| \| \| Bf. Goya \| Bf. Goya \| \| \| \| Fernando el Católico \| Fernando el Católico \| \| \| \| \| \| \| Huerva (Tunnel unter den Gleisen) \| \| \| \| \| \| \| \| Gran Vía \| \| \| \| \| \| \| \| \| \| \| \| \| \| \| \| Gran Vía (ehemalige Endstelle) \| \| \| \| \| \| \| \| Huerva (Tunnel) \| \| \| Linie 31 \| \| \| \| \| \| \| \| Linie 31 \| \| \| \| \| \| \| \| \| \| \| \| \| Plaza Aragón \| \| \| \| \| \| \| \| \| \| \| \| \| \| \| \| \| \| \| \| \| \| \| \| Plaza España \| \| \| Linien 2 und 31 \| \| \| \| \| \| \| \| \| \| \| \| \| Linie 21 \| \| \| \| \| \| \| \| César Augusto \| \| \| \| \| \| \| \| \| \| \| \| \| \| \| \| Plaza del Pilar - Murallas \| \| \| \| \| \| \| \| Ebro \| \| \| \| \| \| \| \| La Chimenea \| \| \| \| \| \| \| \| \| \| \| \| \| \| \| \| \| \| \| María Montessori \| María Montessori \| \| \| \| Martínez Soria \| Martínez Soria \| \| \| \| \| \| \| \| \| \| León Felipe \| León Felipe \| \| \| \| Rosalía de Castro \| Rosalía de Castro \| \| Pablo Neruda \| Pablo Neruda \| \| \| \| Clara Campoamor \| Clara Campoamor \| \| \| \| \| \| \| \| \| \| Adolfo Aznar \| Adolfo Aznar \| \| \| \| Legaz Lacambra \| Legaz Lacambra \| \| García Abril \| García Abril \| \| \| \| Margarita Xirgú \| Margarita Xirgú \| \| \| \| \| \| \| \| \| \| \| \| \| \| \| A-2,Z-40,E-90 (Ronda Norte) \| \| \| \| \| \| \| \| Campus Rio Ebro \| \| \| \| \| \| \| \| \| \| \| \| \| \| \| \| Betriebshof \| \| \| \| \| \| \| \| Juslibol \| \| \| \| \| \| \| \| Parque Goya \| \| \| \| \| \| \| \| \| \| \| \| \| \| \| \| Avenida de la Academia \| \| \| \| \| \| \| \| \| \| \| \| \| \| \| \| \| \| \| 1. geplante Linien \| \| \| \| \| \| \| |                       |  |  |  |                                   |                         |
| |                       |  |  |  |                                   |                         |
| |                       |  |  |  | Mago de Oz                        |                         |
| Un Americano en París | Un Americano en París |  |  |  | Cantando Bajo la Lluvia           | Cantando Bajo la Lluvia |
| La Ventana Indiscreta | La Ventana Indiscreta |  |  |  | Los Pájaros                       | Los Pájaros             |
| |                       |  |  |  |                                   |                         |
| |                       |  |  |  |                                   |                         |
| |                       |  |  |  | Paseo de los Olvidados            |                         |
| |                       |  |  |  | Betriebshof                       |                         |
| |                       |  |  |  | Argualas                          |                         |
| |                       |  |  |  | Canal Imperial de Aragón          |                         |
| |                       |  |  |  | Casablanca                        |                         |
| |                       |  |  |  | Z-30 (Tercer Cinturón)            |                         |
| |                       |  |  |  |                                   |                         |
| |                       |  |  |  | Romareda                          |                         |
| |                       |  |  |  |                                   |                         |
| |                       |  |  |  | Emperador Carlos V                |                         |
| |                       |  |  |  | Plaza San Francisco               |                         |
| Bf. Goya | Bf. Goya              |  |  |  | Fernando el Católico              | Fernando el Católico    |
| |                       |  |  |  | Huerva (Tunnel unter den Gleisen) |                         |
| |                       |  |  |  | Gran Vía                          |                         |
| |                       |  |  |  |                                   |                         |
| |                       |  |  |  | Gran Vía (ehemalige Endstelle)    |                         |
| |                       |  |  |  | Huerva (Tunnel)                   |                         |
| Linie 31 |                       |  |  |  |                                   |                         |
| Linie 31 |                       |  |  |  |                                   |                         |
| |                       |  |  |  | Plaza Aragón                      |                         |
| |                       |  |  |  |                                   |                         |
| |                       |  |  |  |                                   |                         |
| |                       |  |  |  | Plaza España                      |                         |
| Linien 2 und 31 |                       |  |  |  |                                   |                         |
| |                       |  |  |  | Linie 21                          |                         |
| |                       |  |  |  | César Augusto                     |                         |
| |                       |  |  |  |                                   |                         |
| |                       |  |  |  | Plaza del Pilar - Murallas        |                         |
| |                       |  |  |  | Ebro                              |                         |
| |                       |  |  |  | La Chimenea                       |                         |
| |                       |  |  |  |                                   |                         |
| |                       |  |  |  |                                   |                         |
| María Montessori | María Montessori      |  |  |  | Martínez Soria                    | Martínez Soria          |
| |                       |  |  |  |                                   |                         |
| León Felipe | León Felipe           |  |  |  | Rosalía de Castro                 | Rosalía de Castro       |
| Pablo Neruda | Pablo Neruda          |  |  |  | Clara Campoamor                   | Clara Campoamor         |
| |                       |  |  |  |                                   |                         |
| Adolfo Aznar | Adolfo Aznar          |  |  |  | Legaz Lacambra                    | Legaz Lacambra          |
| García Abril | García Abril          |  |  |  | Margarita Xirgú                   | Margarita Xirgú         |
| |                       |  |  |  |                                   |                         |
| |                       |  |  |  | A-2,Z-40,E-90 (Ronda Norte)       |                         |
| |                       |  |  |  | Campus Rio Ebro                   |                         |
| |                       |  |  |  |                                   |                         |
| |                       |  |  |  | Betriebshof                       |                         |
| |                       |  |  |  | Juslibol                          |                         |
| |                       |  |  |  | Parque Goya                       |                         |
| |                       |  |  |  |                                   |                         |
| |                       |  |  |  | Avenida de la Academia            |                         |
| |                       |  |  |  |                                   |                         |
| |                       |  |  |  |                                   |                         |
| 1. geplante Linien |                       |  |  |  |                                   |                         |

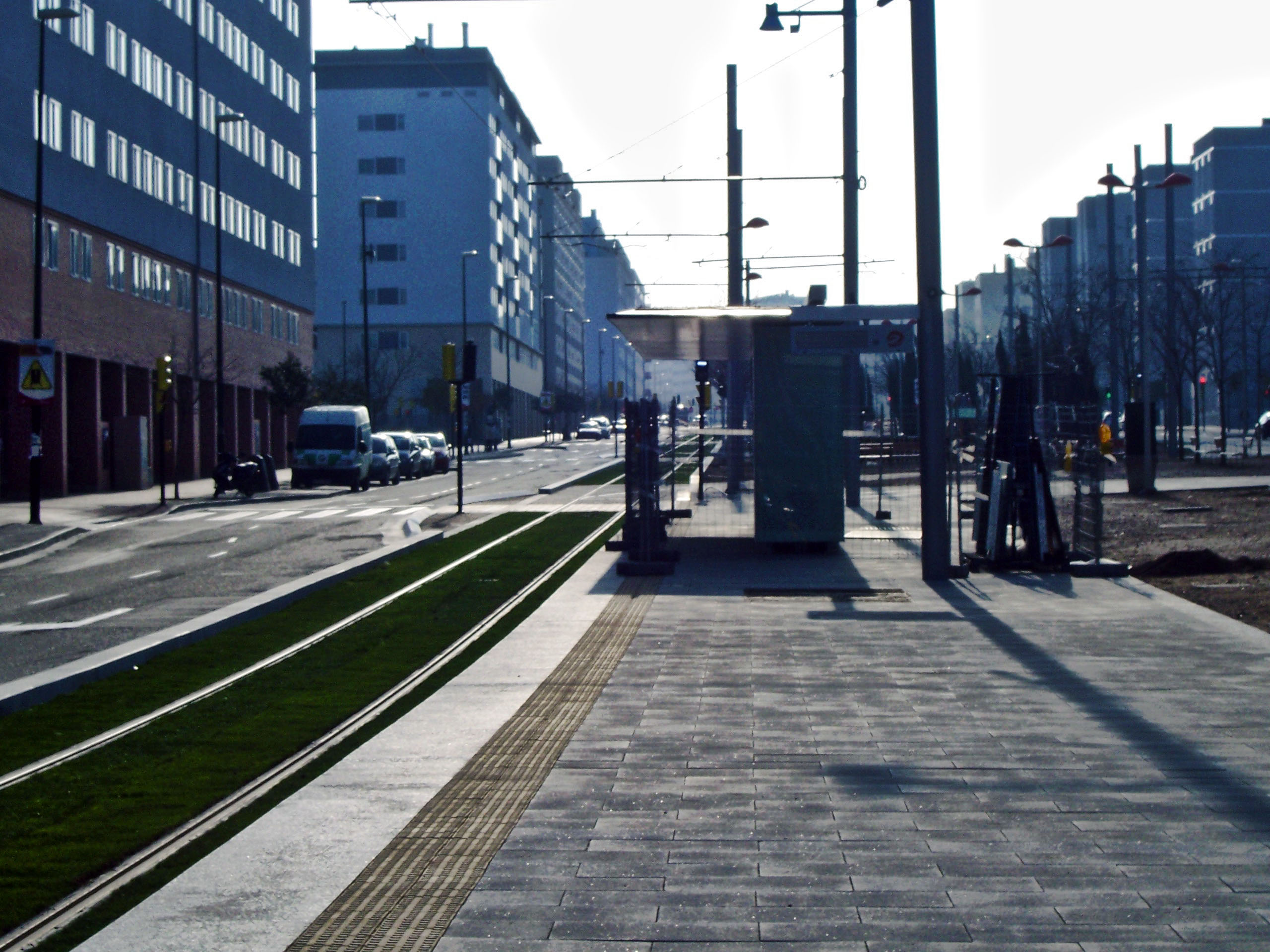
Seitenbahnsteig mit Wartehäuschen an der Haltestelle Paseo de los Olvidados (Valdespartera).

Die erste geplante Linie folgt einer Nord-Süd-Achse von Valdespartera durch die Innenstadt zum Parque Goya. Sie umfasst 25 Haltestellen (22 davon mit Seitenbahnsteigen und 3 mit Mittelbahnsteig) im Abstand von etwa 500 Metern. Die Gesamtlänge dieser Strecke beträgt 12,8 Kilometer, die mit einer durchschnittlichen Reisegeschwindigkeit von 21 Kilometer pro Stunde befahren werden. Die Fahrzeit für die Gesamtstrecke beträgt 40 Minuten (19 Minuten für den Abschnitt Academia General Militar ↔ Plaza de España und 21 Minuten zwischen dem Plaza de España und dem Plaza Cinema Paradiso in Valdespartera).
Der Bau dieser Linie wurde in zwei Phasen unterteilt:
- 1. Bauabschnitt (2009–2011): Er umfasst die südliche Hälfte der Linie, zwischen Valdespartera und dem Plaza de Basilio Paraíso, mit insgesamt 12 Haltestellen. Der Bau dieses Abschnitts begann am 19. August 2009, der Testbetrieb begann im Jahr 2010, ab dem 4. April 2011 konnte jedermann kostenlos mitfahren.[16] Am 19. April 2011 wurde der reguläre Betrieb eröffnet.[12]
- 2. Bauabschnitt (2011–2013): Er umfasst die nördliche Hälfte der Linie, von Plaza de Basilio Paraíso durch das Stadtzentrum zur Academia General Militar, mit insgesamt 14 Haltestellen. Die Bauarbeiten begannen am 3. März 2011.[13] Die feierliche Eröffnung fand am 25. März 2013 statt.

Das geschätzte Investitionsvolumen beträgt 400 Millionen Euro:
| Leistung                                              | Kosten             |
| ----------------------------------------------------- | ------------------ |
| Gleisbau                                              | 202 Millionen Euro |
| Anschaffung des Rollmaterials                         | 82 Millionen Euro  |
| Bau von Betriebshof und Werkstatt                     | 37 Millionen Euro  |
| Städtebauliche Integration der Strecke                | 55 Millionen Euro  |
| Anpassung des Ampel-Systems und sonstige Aufwendungen | 25 Millionen Euro  |

Die zu erwartenden Nutzerzahlen wurden auf 100.000 Fahrgäste pro Tag geschätzt, der zu erwartende Fahrgelderlös auf 0,75 Euro pro Fahrgast.

## Linie 2 (Las Fuentes/San José ↔ Delicias)
| \| \| \| \| \| \| \| \| \| San Adrián de Sasabe \| San Adrián de Sasabe \| \| \| \| Miraflores/Glorieta de la Balseta1 \| Miraflores/Glorieta de la Balseta1 \| \| Doctor Iranzo \| Doctor Iranzo \| \| \| \| Plaza Utrillas/ Tenor Fleta-San José1 \| Plaza Utrillas/ Tenor Fleta-San José1 \| \| Jorge Cocci \| Jorge Cocci \| \| \| \| Numancia/Cesáreo Alierta (?)1 \| Numancia/Cesáreo Alierta (?)1 \| \| \| \| \| \| \| \| \| \| \| \| \| \| \| Compromiso de Caspe-Miguel Servet \| \| \| \| \| \| \| \| Plaza San Miguel \| \| \| Linie 32 \| \| \| \| \| \| \| \| \| \| \| \| \| Coso \| \| \| \| \| \| \| \| ↑ Phase 2 / Phase 1 ↓ \| \| \| \| \| \| \| \| Linien 1 und 32 \| \| \| Linie 1 \| \| \| \| \| \| \| \| \| \| \| \| \| César Augusto \| \| \| \| \| \| \| \| Portillo \| \| \| Portillo \| Portillo \| \| \| \| Plaza de la Ciudadanía \| Plaza de la Ciudadanía \| \| \| \| \| \| \| Calanda \| \| \| \| \| \| \| \| Rioja \| \| \| \| \| \| \| \| Los Enlaces \| \| \| \| \| \| \| \| \| \| \| 1. Endgültige Linienführung noch nicht festgelegt 2. geplante Linien \| \| \| \| \| \| \| |                      |  |  |  |                                       |                                       |
| |                      |  |  |  |                                       |                                       |
| San Adrián de Sasabe | San Adrián de Sasabe |  |  |  | Miraflores/Glorieta de la Balseta1    | Miraflores/Glorieta de la Balseta1    |
| Doctor Iranzo | Doctor Iranzo        |  |  |  | Plaza Utrillas/ Tenor Fleta-San José1 | Plaza Utrillas/ Tenor Fleta-San José1 |
| Jorge Cocci | Jorge Cocci          |  |  |  | Numancia/Cesáreo Alierta (?)1         | Numancia/Cesáreo Alierta (?)1         |
| |                      |  |  |  |                                       |                                       |
| |                      |  |  |  | Compromiso de Caspe-Miguel Servet     |                                       |
| |                      |  |  |  | Plaza San Miguel                      |                                       |
| Linie 32 |                      |  |  |  |                                       |                                       |
| |                      |  |  |  | Coso                                  |                                       |
| |                      |  |  |  | ↑ Phase 2 / Phase 1 ↓                 |                                       |
| |                      |  |  |  | Linien 1 und 32                       |                                       |
| Linie 1 |                      |  |  |  |                                       |                                       |
| |                      |  |  |  | César Augusto                         |                                       |
| |                      |  |  |  | Portillo                              |                                       |
| Portillo | Portillo             |  |  |  | Plaza de la Ciudadanía                | Plaza de la Ciudadanía                |
| |                      |  |  |  | Calanda                               |                                       |
| |                      |  |  |  | Rioja                                 |                                       |
| |                      |  |  |  | Los Enlaces                           |                                       |
| |                      |  |  |  |                                       |                                       |
| 1. Endgültige Linienführung noch nicht festgelegt 2. geplante Linien |                      |  |  |  |                                       |                                       |

Die zweite Straßenbahnstrecke verläuft in Ost-West-Richtung.
Sie wird den Stadtteil Las Fuentes und San José (mit zwei Ästen) mit Las Decias verbinden.
Die Ausschreibung der Bauarbeiten soll im Mai 2014 abgeschlossen werden. Die Arbeiten sollen Ende 2016 beginnen und zwei Jahre benötigen.
Die zweite Linie würde in Les Enlaces beginnen und die Avenida de Madrid bis zum Plaza de la Ciudadanía entlangfahren, mit Haltestellen auch an der Calle Rioja und dem Paseo de Calanda. Dann würde sie bis nach El Portillo verlaufen, wo sie eine weitere Haltestelle hätte. Der weitere Linienweg würde dem Conde de Arande bis zur nächsten Haltestelle am César Augusto folgen, wo eine Verbindung zur ersten Straßenbahnlinie bestünde. Anschließend verliefe sie entlang des ganzen Coso bis zum Plaza San Miguel, mit Haltestellen auf dem Plaza de España und dem Coso.
Weiter würde die Linie nach Servet bis zum Compromiso de Caspe verlaufen. An diesem Punkt würde sie sich in zwei Linienäste verzweigen, einer nach Las Fuentes und einer nach San José. Der erste Ast hätte Haltestellen auf Jorge Cocci, Doctor Iranzo und San Adrian des Sasabe, wo die Linie enden würde.
Der Ast nach San José ist hingegen noch nicht definitiv festgelegt. Eine mögliche Variante würde über den S-Bahnhof Miraflores an der Ronda Hispanidad über die Calle Miguel Servet führen, mit Haltestellen an der Calle Numancia und am Platz Utrillas. Die alternative Variante würde entlang der Avenida de Sant José bis Miraflores führen, der Anschluss zur S-Bahn würde über einen neuen Bahnhof am Tenor Fleta erfolgen.
Die Gesamtlänge der zweiten Strecke betrüge sieben Kilometer mit 15 Haltestellen.
Die Baukosten für die Linie 2 werden auf 130 Millionen Euro geschätzt.

## Linie 3 (La Jota ↔ Torrero)
Die dritte Straßenbahnstrecke in Saragossa soll in Nord-Süd-Richtung verlaufen und auch die Innenstadt queren. Sie würde den Stadtteil Jota mit Torrero verbinden, wo sich der städtische Friedhof befindet, wobei noch nicht entschieden ist, ob sie dort enden soll oder an der Z-30 (dritte Ringstraße von Saragossa)
Über die genaue Linienführung ist noch wenig bekannt, da die Planungen sich zurzeit auf die erste und zweite Linie konzentrieren.

## Rollmaterial

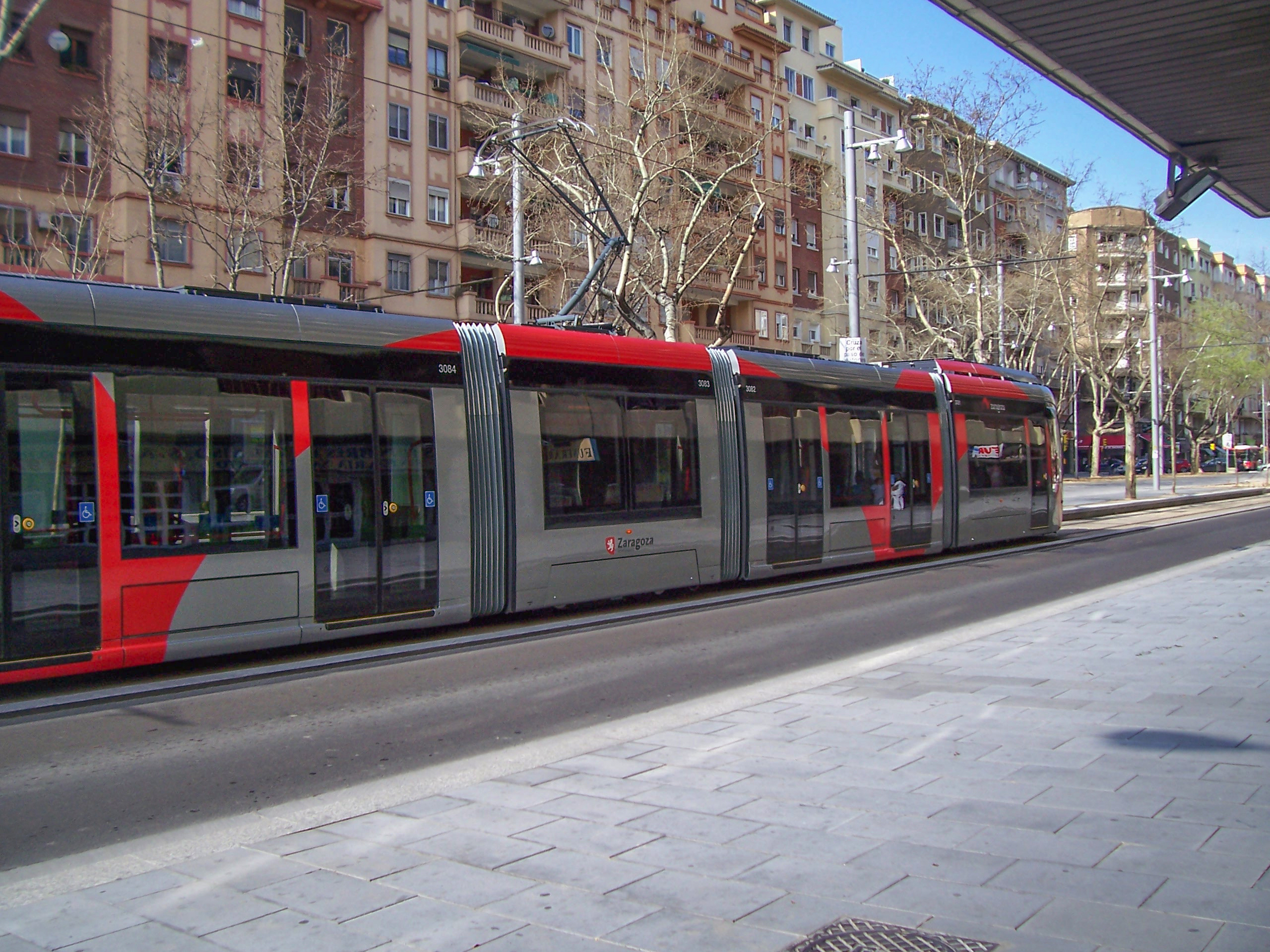
CAF Urbos 3 an der Haltestelle Emperador Carlos V.

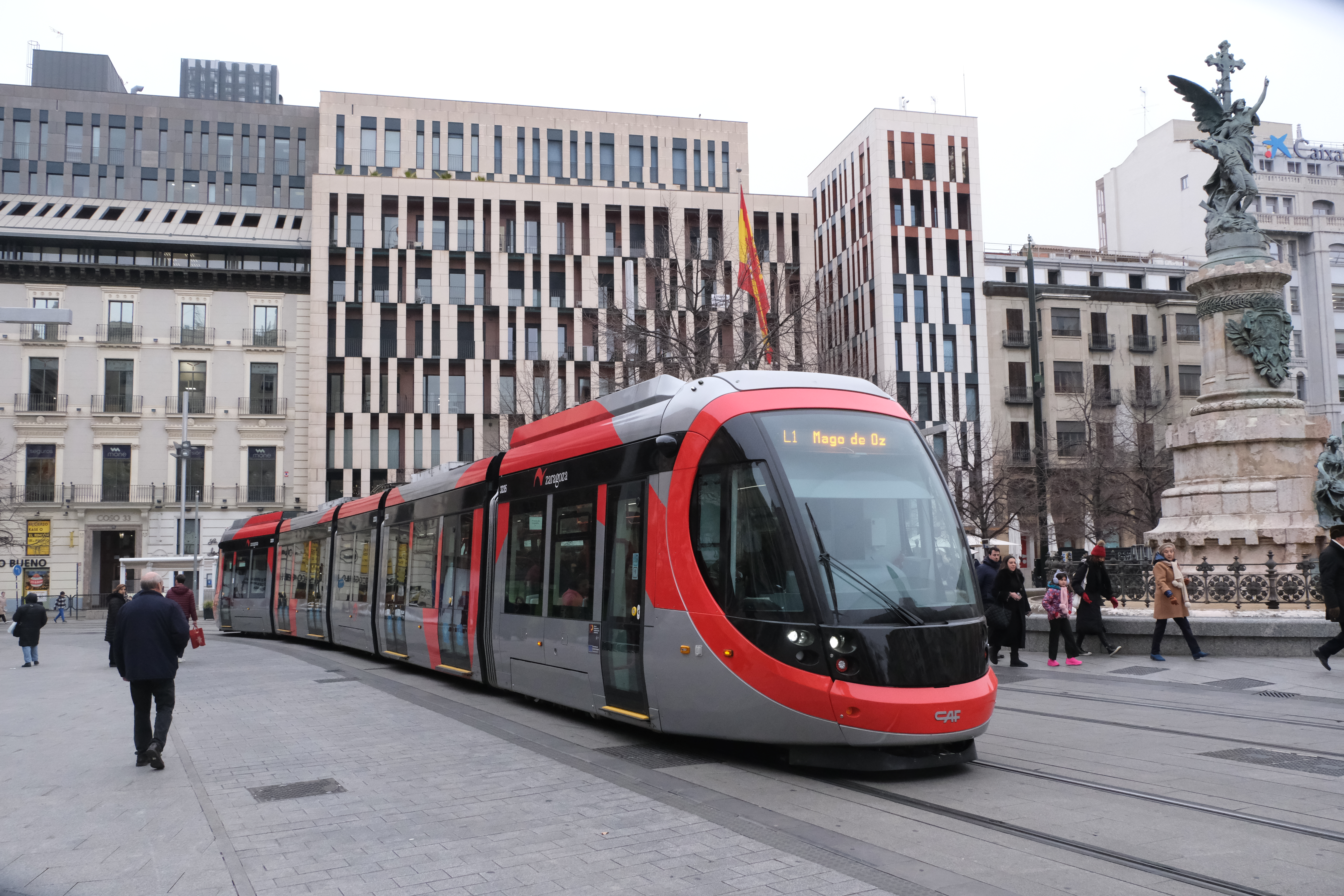
CAF Urbos 3 des Baujahrs 2023 am Plaza de España

Das Konsortium, das Bau und Betrieb der Straßenbahn übernommen hat, wählte als Rollmaterial das Modell Urbos 3 des spanischen Eisenbahnherstellers CAF. Die 21 Gelenktriebwagen haben eine Gesamtlänge von 33 Metern und bestehen aus fünf Modulen (erweiterbar um zwei Module auf 43 Meter). Sie sind 2,65 Meter breit und 3,2 Meter hoch. Ihr Kapazität beträgt 200 Personen, davon 146 Stehplätze (bei 3,5 Personen pro Quadratmeter) und 54 Sitzplätze. 2022 wurden zwei weitere Fahrzeuge des Modells Urbos 3 nachbestellt und sind seit 2024 im Einsatz.

### Stromversorgung ohne Oberleitung

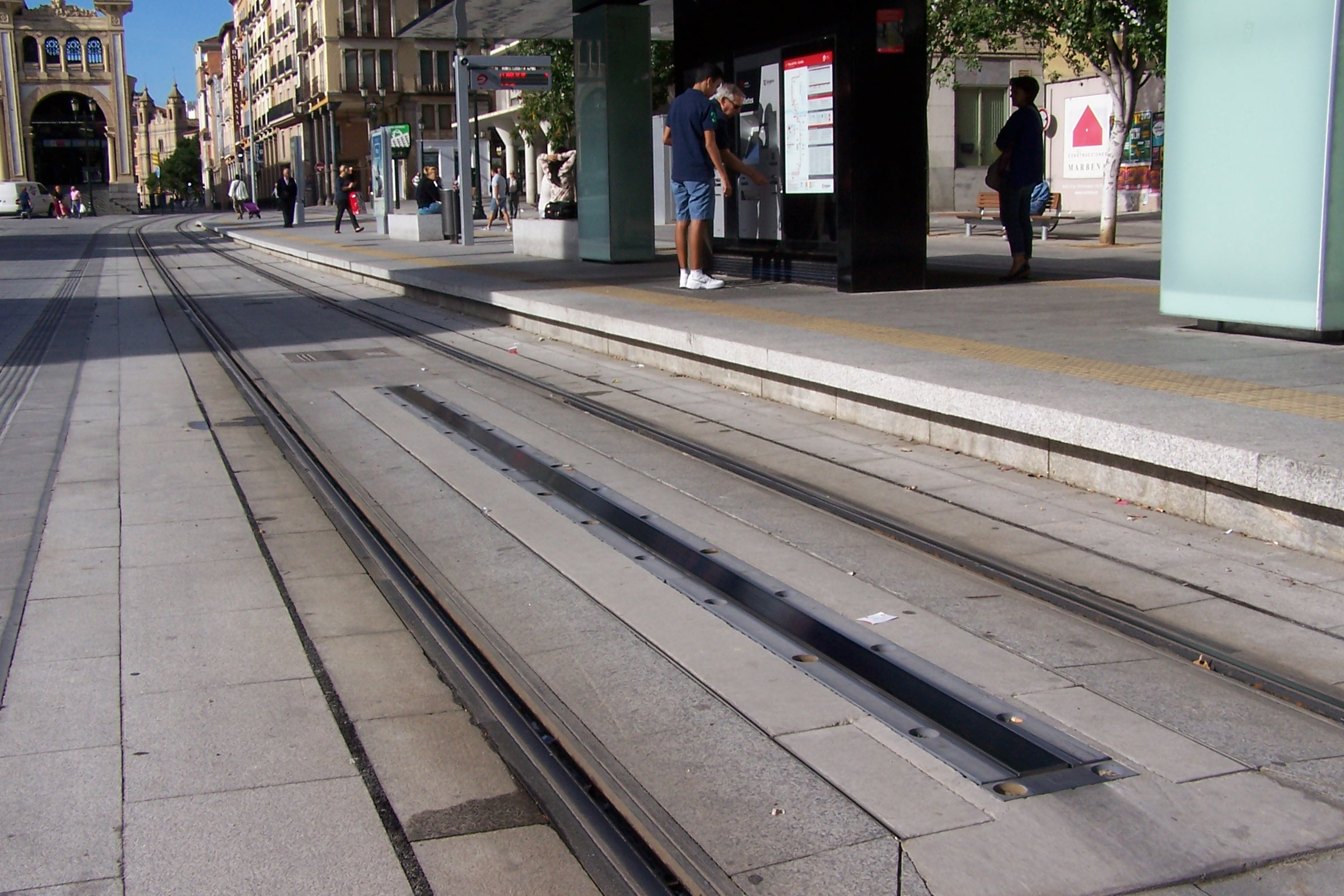
Ladeschiene an der Haltestelle Murallas.

Die Befürworter der Straßenbahn verlangten, dass das vorgestellte Projekt keine Oberleitung im historischen Stadtzentrum (zwischen Plaza Paraíso und Murallas) nutzen dürfe, um den ästhetischen Eindruck nicht zu beeinträchtigen. Die beiden Firmen, die sich an der Ausschreibung beteiligten, verfügen über Systeme, die einen Straßenbahnverkehr ohne Oberleitung ermöglichen: APS im Falle von Alstom und Utracaps (ACR) im Falle von CAF.
Den Zuschlag erhielt das Modell Urbos 3 von CAF und das eingesetzte System ist Acumulador de Carga Rápida, bei dem in einigen Ultracaps genügend Energie gespeichert wird, um von einer Haltestelle die nächste zu erreichen. Aufgeladen werden die Superkondensatoren über die Rekuperationsbremse und über Verbindungen mit dem Stromnetz an den Haltestellen.

2011 erfolgten mehrere Versuche für das Fahren ohne Oberleitung auf der bestehenden Strecke (Phase 1).

## Kontroversen
Die Straßenbahn ist ein Projekt der Stadtregierung von Saragossa und von den meisten politischen Parteien unterstützt, die bis zu den Kommunalwahlen 2007 die Stadtregierung bildeten. Die Befürworter der Straßenbahn argumentieren, dass die Straßenbahn schnell (21 km/h Reisegeschwindigkeit mit Ampelvorrangschaltung auf dem größten Teil der Strecke), leicht zugänglich (auf der Oberfläche und auf der Höhe des Bürgersteigs), positiv für das städtische Umfeld (Verminderung des Straßenverkehrs und Neugestaltung des Straßenraums) und ökologisch sei (weniger CO2-Ausstoß als andere Verkehrsmittel).
In der Stadt flammten bei verschiedenen Gruppen Proteste gegen das Projekt auf, sowohl bei den Anwohnern als auch bei den Händlern und Baumschützern. Die Gegner kritisieren die hohen Kosten des Projekts (etwa 2000 Euro pro Familie), die Beschränkung des Autoverkehrs auf einer Hauptachse (von zwei bis drei Fahrspuren je Richtung auf eine in manchen Bereichen), die Auswirkungen der Baustellen auf das Kleingewerbe und andere Aspekte der Straßenbahn (keine Möglichkeit, Hindernisse zu umfahren, ästhetischer Einfluss der Oberleitung auf das Stadtbild).

## Fahrscheine

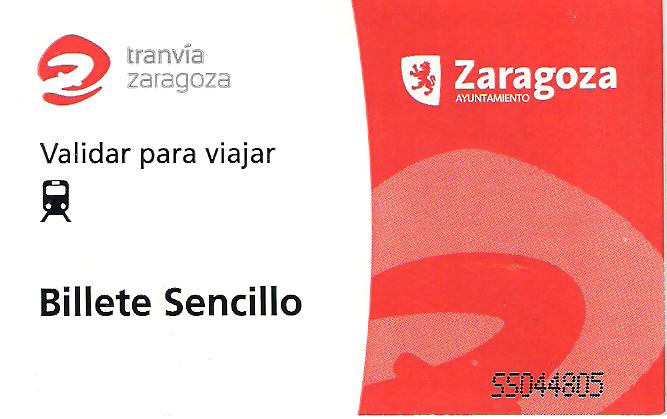

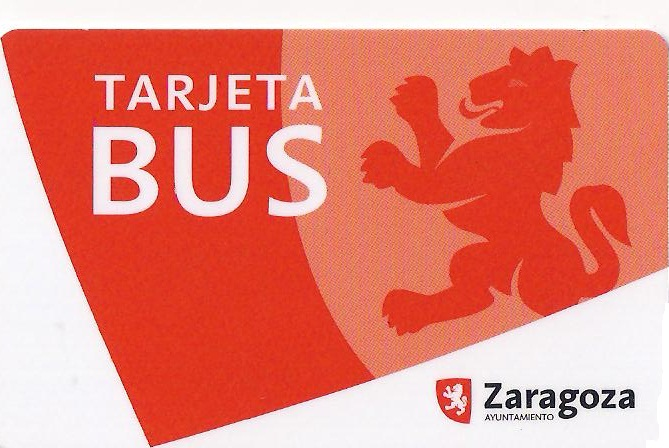

Für die Straßenbahn gibt es Einzelfahrscheine und Zeitfahrausweise für 30, 90 und 365 Tage. Außerdem ist die wiederaufladbare Bus-Tranvia-Karte, gültig, die eine Stunde Gültigkeit in allen Linien der TUZSA und der Stadt besitzt. Daneben gibt es auch eine aufladbare Interbús-Karte, die nur einen Umstieg innerhalb einer Stunde zwischen Stadtbus (TUZSA oder städtisch) und Überlandbus (Consorcio de Transportes del Área de Zaragoza CTAZ) gestattet. Die Zeitfahrausweise für 90 und 365 Tage gibt es auch in einer rabattierten Variante für Jugendliche (Carnet Joven). Die Tarjeta Ciudadana (Bürgerkarte) ermöglicht die kostenlose Nutzung verschiedener städtischer Dienstleistungen wie Museen, Fahrradverleih BiZi, Stadtbus und anderes mehr.
Für Touristen gibt es die Zaragoza Card mit Rabatten in verschiedenen Bereichen wie Museen, Hotels, Stadtführungen, Restaurants und ähnliches.
Einzelfahrschein können an Fahrausweisautomaten in den Wartehäuschen erworben werden. Die anderen Angebote sind in den Geschäftsstellen der jeweils beteiligten Unternehmen erhältlich. Außerdem können die verschiedenen aufladbaren Karten an den oben genannten Fahrausweisautomaten und in den Straßenbahnen aufgeladen werden.

## Bilder

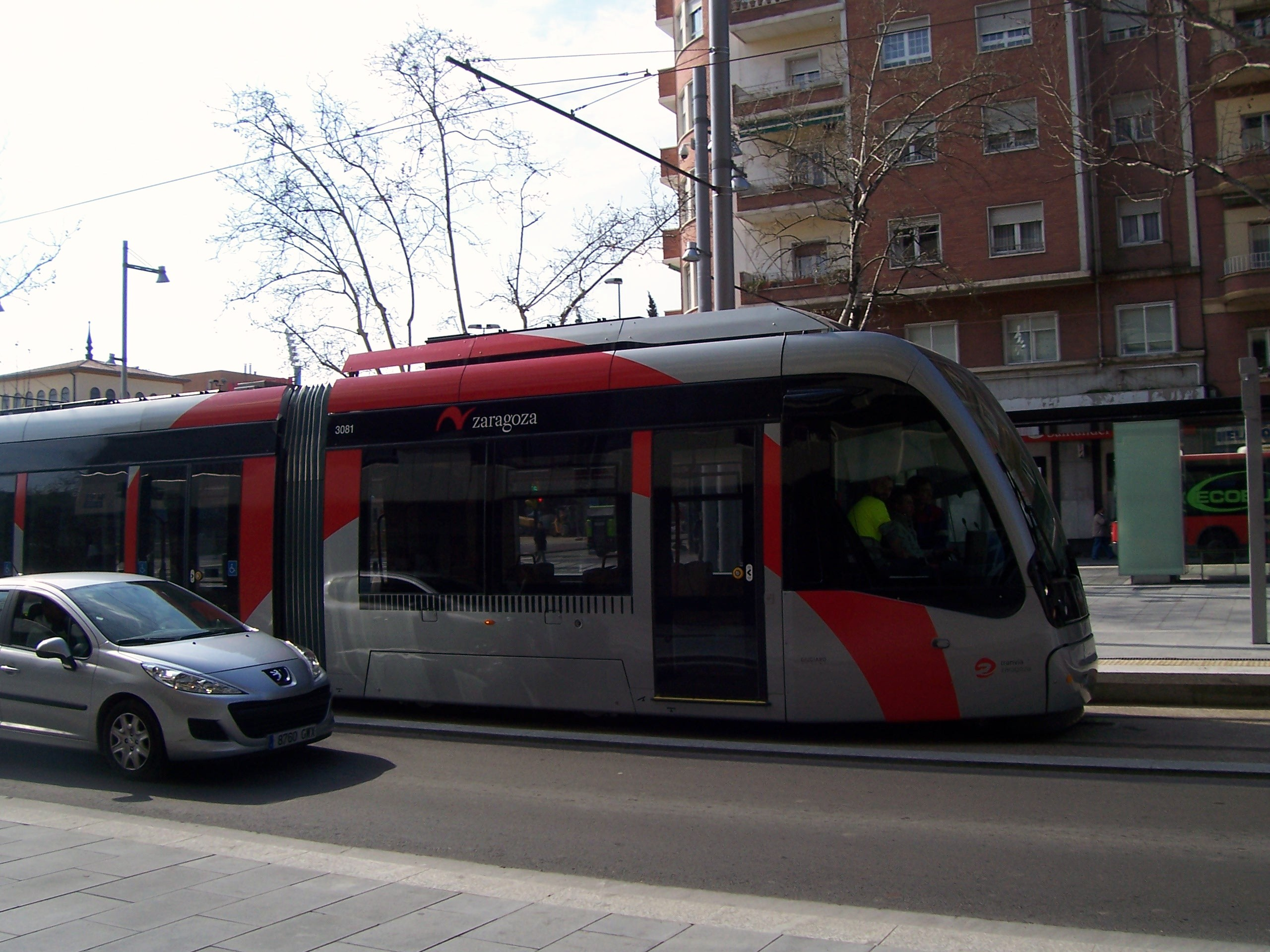
Bahn an der Haltestelle Emperador Carlos V.
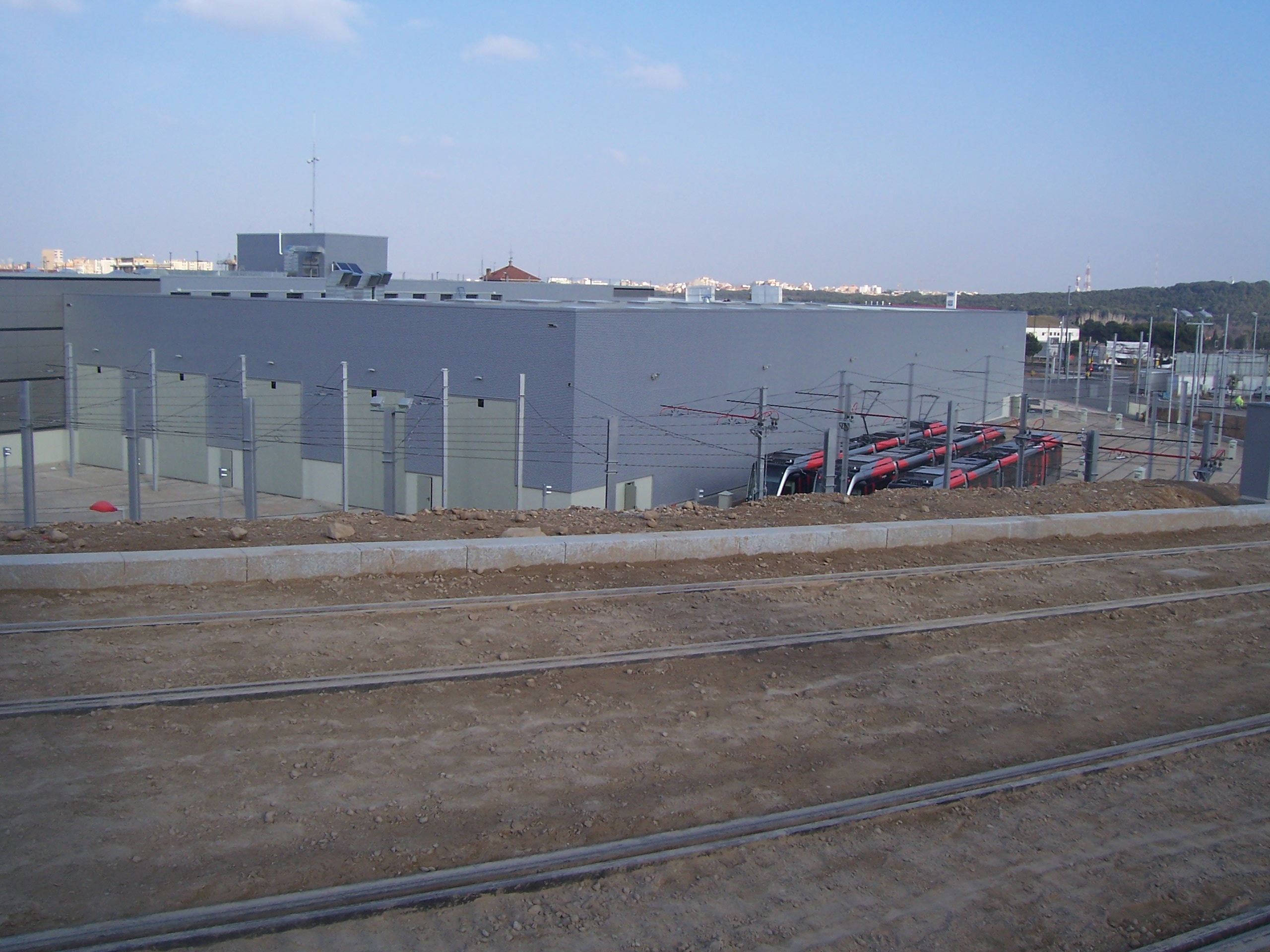
Betriebshof der Straßenbahn Saragossa, zwischen Argualas und Paseo de los Olvidados.
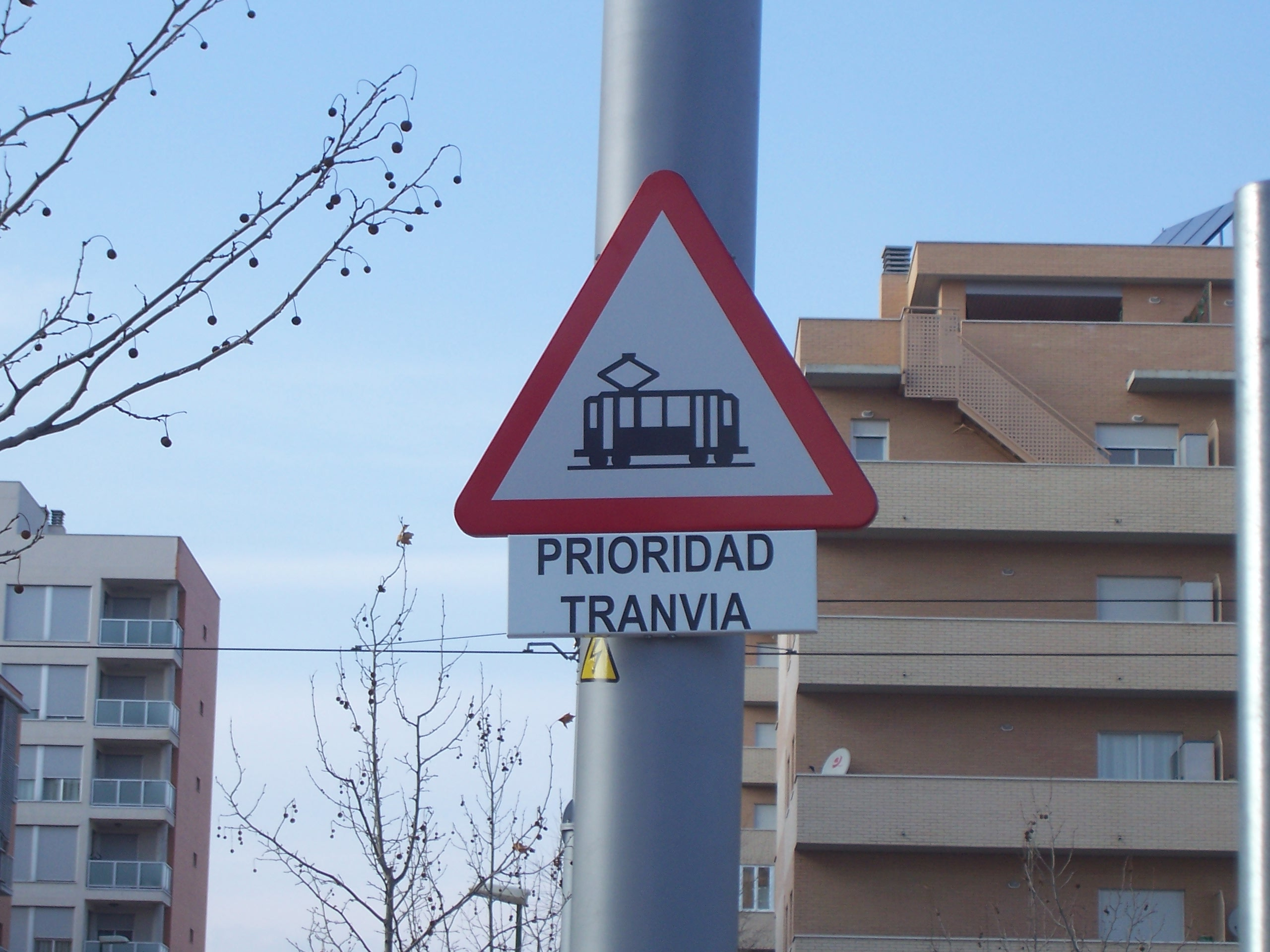
Verkehrsschild, das die Vorfahrt der Straßenbahn anzeigt.
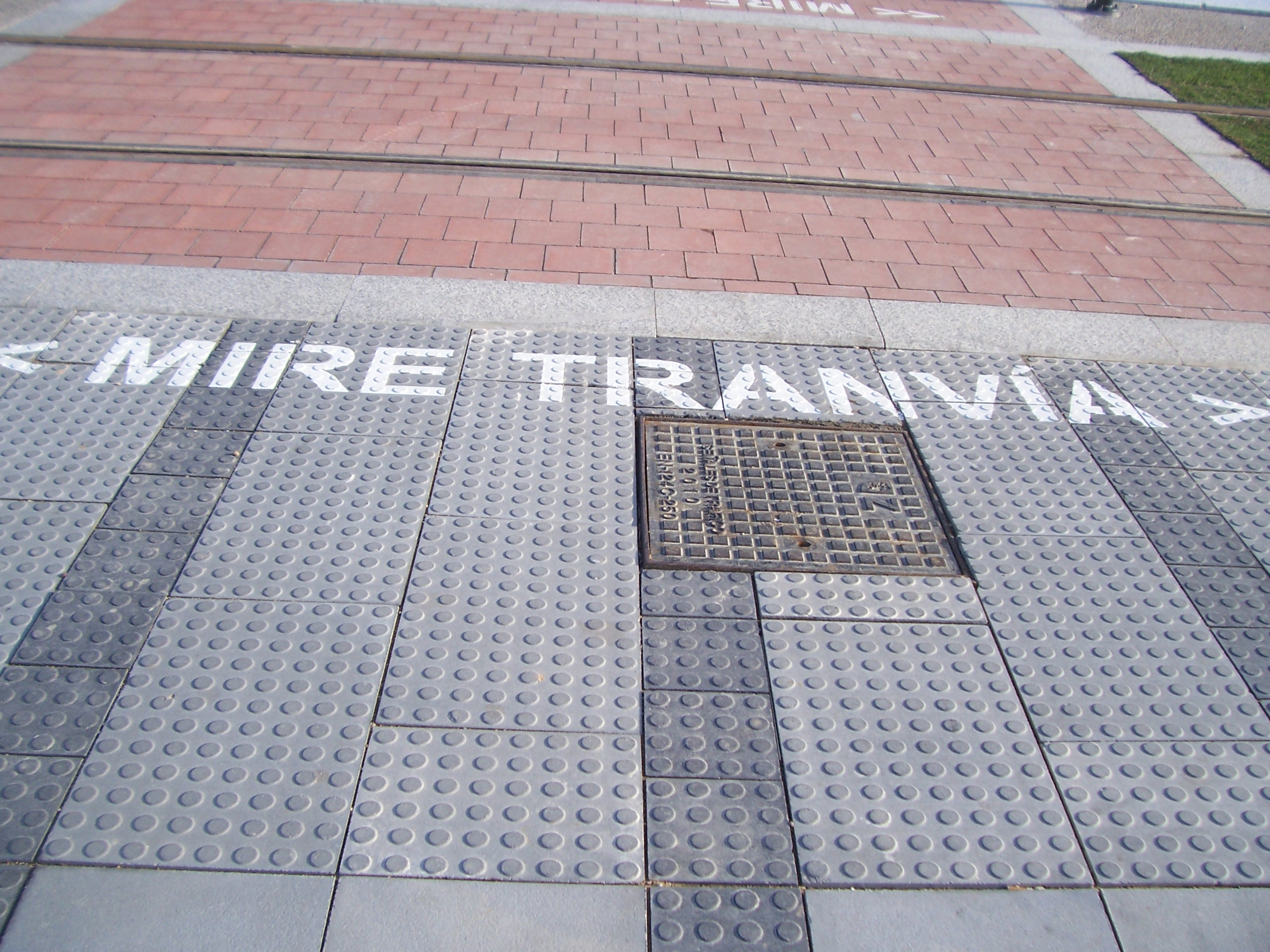
Fußgängerüberweg über die Gleise.
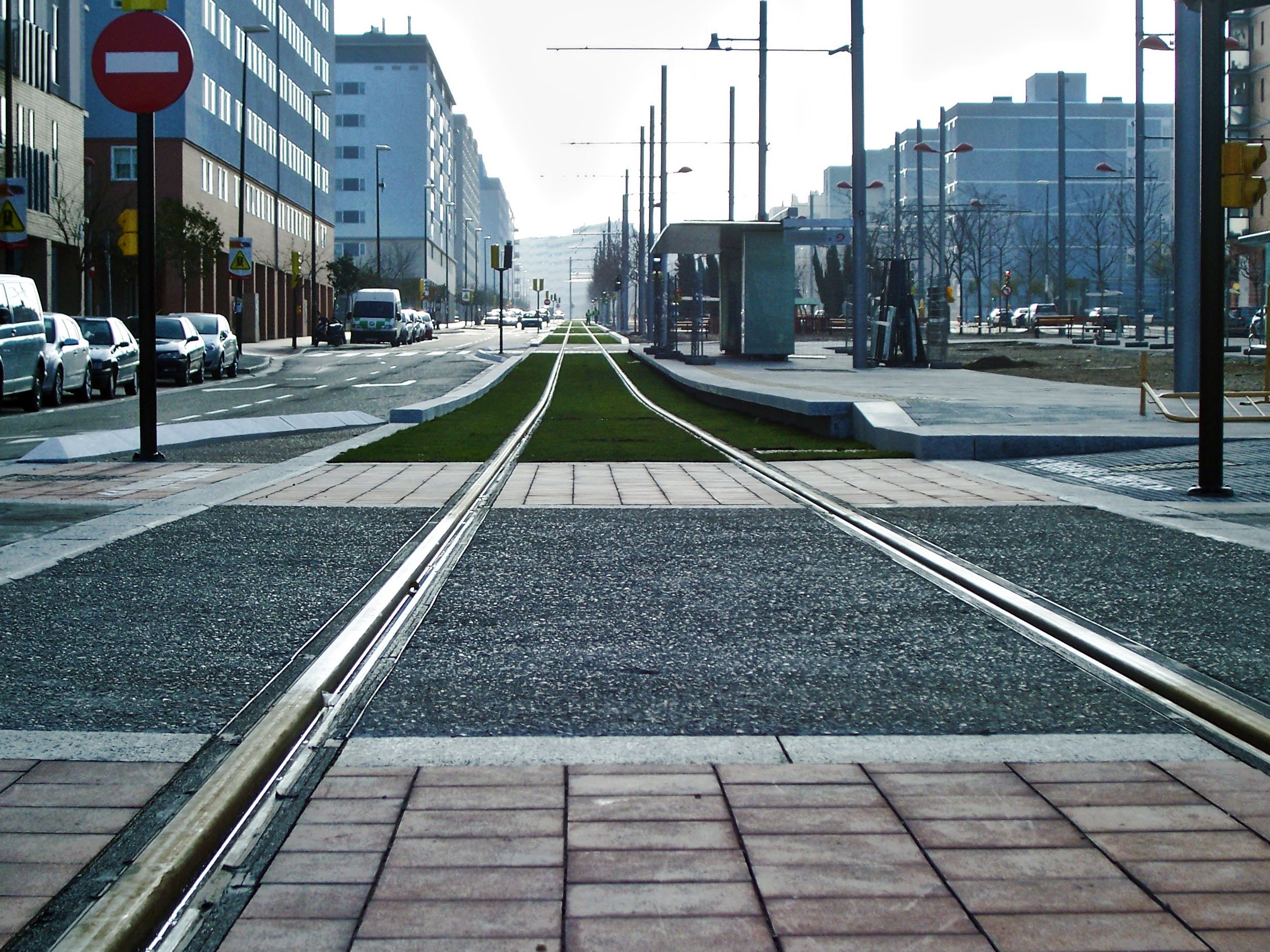
Gleise auf dem Paseo de los Olvidados in Valdespartera.
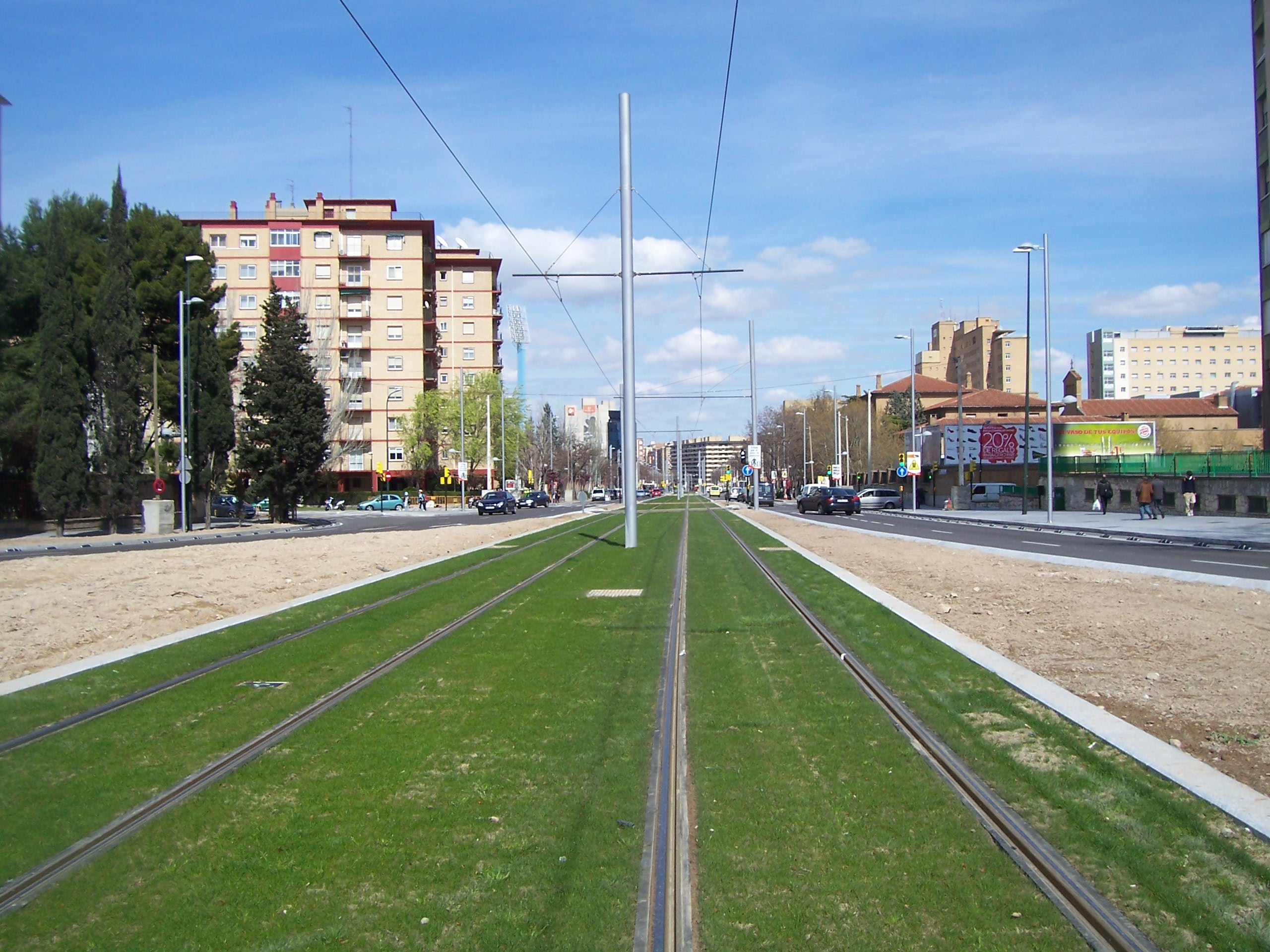
Gleise auf dem Paseo de Isabel la Católica.